# Regering-Wekerle II

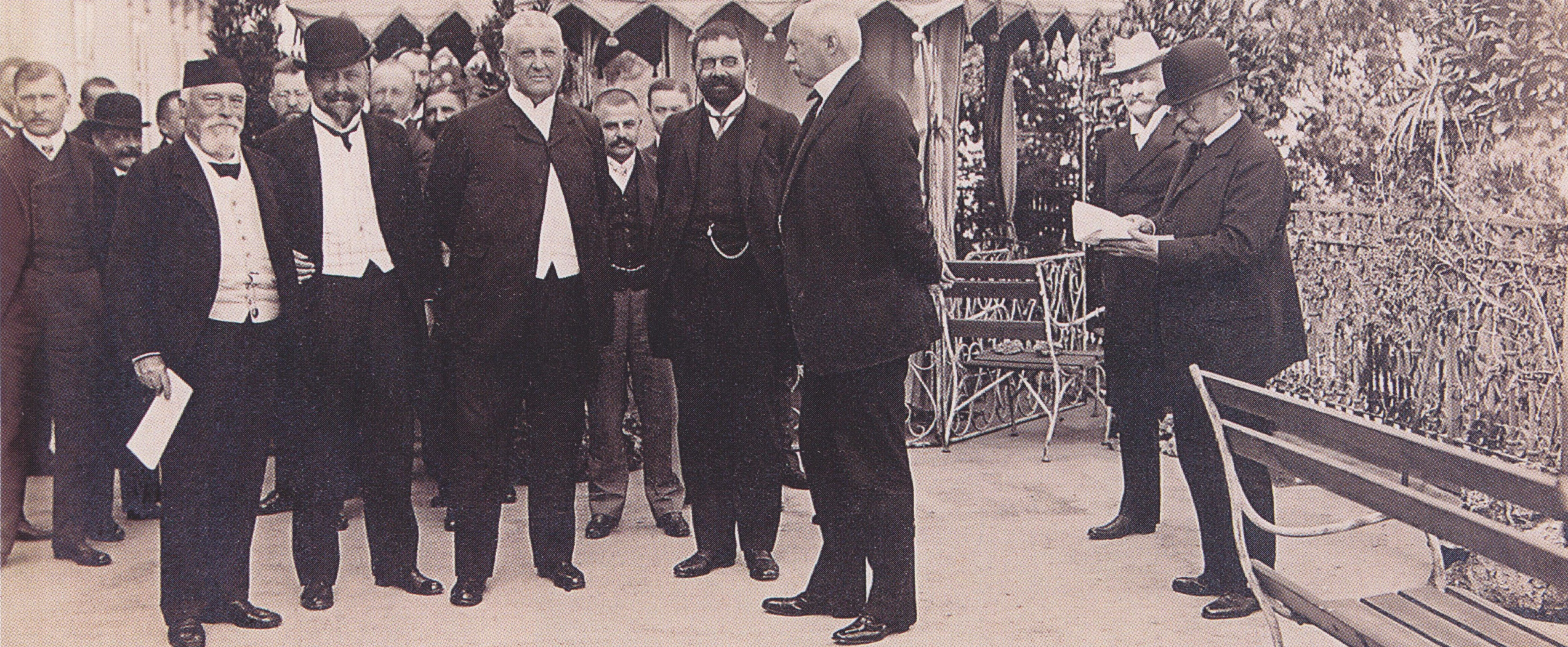
Sándor Wekerle (voorste rij, derde van links) in 1907 bij de heronderhandeling van de Ausgleich. De vijfde persoon van links op de eerste rij is de Oostenrijkse premier Max Wladimir von Beck

De regering-Wekerle II was de regering, onder leiding van Sándor Wekerle, die Hongarije bestuurde van april 1906 tot januari 1910. De vorming van deze regering maakte een einde aan de Hongaarse crisis en bestond voor het eerst in 30 jaar niet meer uit ministers van de Liberale Partij.

## Geschiedenis

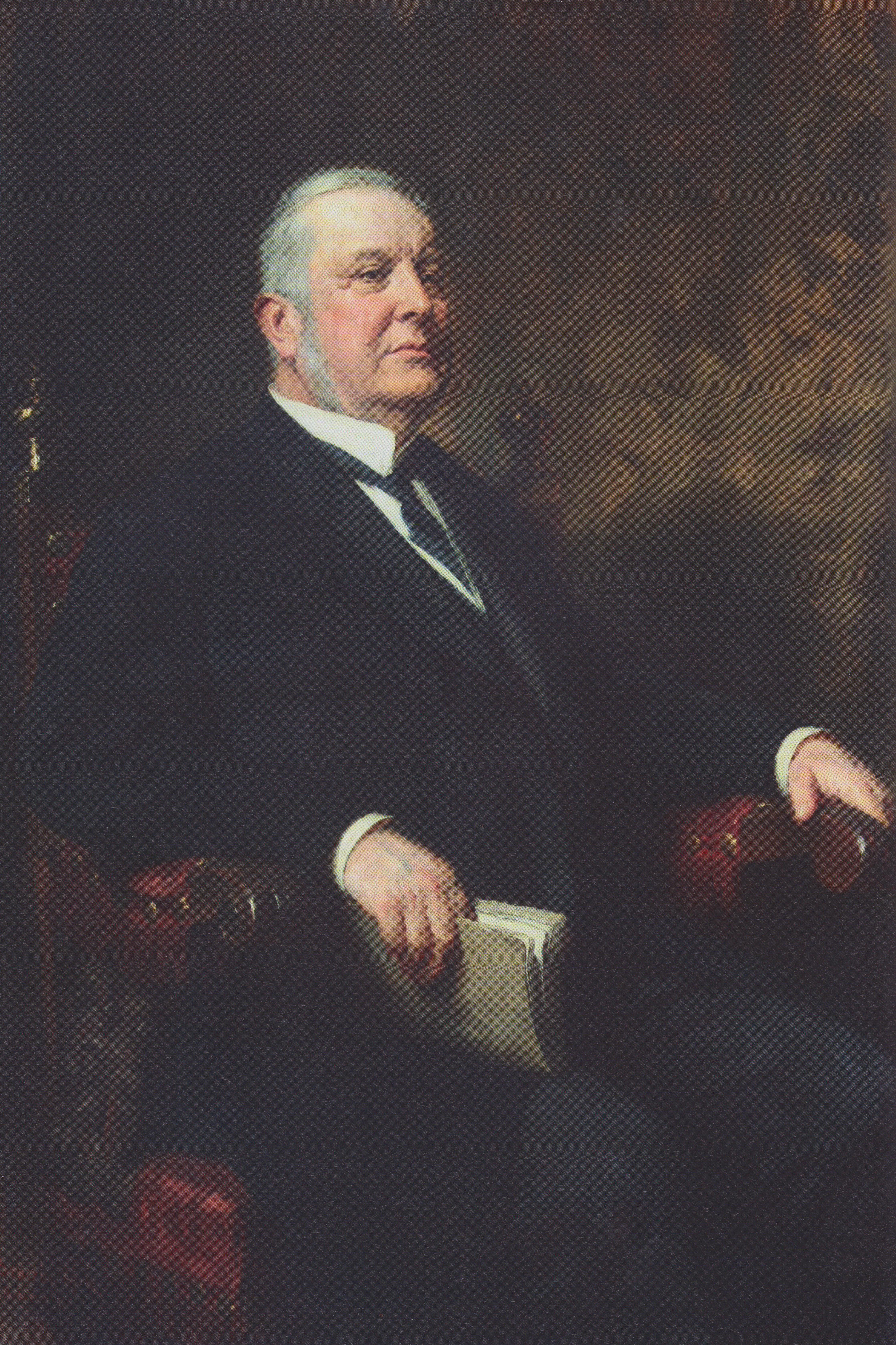
Sándor Wekerle

In juni 1905 stelde koning Frans Jozef I van Oostenrijk de militair Géza Fejérváry aan als premier van een nieuwe regering, ook al beschikte deze niet over een parlementaire meerderheid in het Huis van Afgevaardigden. De Hongaarse crisis die hierop volgde kwam pas ten einde door een geheime overeenkomst, waarbij Wekerle premier zou worden, maar de Onafhankelijkheidspartij afstand moest doen van haar onafhankelijkheidsprogramma.
De nieuwe regering bestond uit de partijen van de verenigde oppositie, de "Coalitie", zijnde de Onafhankelijkheidspartij, de Katholieke Volkspartij en de Nationale Grondwetpartij. Hun regeringsdeelname werd ook bevestigd door de verkiezingen van april-mei 1906. Door de tegenstellingen tussen de verschillende partijen en de gedwongen afstand van het onafhankelijkheidsprogramma, was de regering al van meet af aan verzwakt.
Na de verkiezingen van 1910 viel de verenigde oppositie weer uit elkaar en kwam de Nationale Arbeidspartij, de opvolger van de Liberale Partij, aan de macht.

## Samenstelling
| Functie en bevoegdheden                                     | Naam                        | Termijn                             |  | Partij                          |
| ----------------------------------------------------------- | --------------------------- | ----------------------------------- |  | ------------------------------- |
| Premier Minister van Financiën                              | Sándor Wekerle              | 8 april 1906 – 17 januari 1910      |  | Nationale Grondwetpartij        |
| Minister van Binnenlandse Zaken                             | Gyula Andrássy jr.          | 8 april 1906 – 17 januari 1910      |  | Nationale Grondwetpartij        |
| Minister van Justitie                                       | Géza Polónyi                | 8 april 1906 – 2 februari 1907      |  | Onafhankelijkheidspartij        |
| Minister van Justitie                                       | Antal Günther               | 2 februari 1907 – 23 september 1909 |  | Onafhankelijkheidspartij        |
| Minister van Justitie                                       | Sándor Wekerle              | 23 september 1909 – 17 januari 1910 |  | Nationale Grondwetpartij        |
| Minister van Defensie                                       | Sándor Wekerle (waarnemend) | 8 april 1906 – 14 april 1906        |  | Nationale Grondwetpartij        |
| Minister van Defensie                                       | Lajos Jekelfalussy          | 14 april 1906 – 17 januari 1910     |  | Nationale Grondwetpartij        |
| Minister naast de Koning                                    | Aladár Zichy                | 8 april 1906 – 17 januari 1910      |  | Katholieke Volkspartij          |
| Minister van Godsdienst en Onderwijs                        | Albert Apponyi              | 8 april 1906 – 17 januari 1910      |  | Onafhankelijkheidspartij        |
| Minister van Landbouw                                       | Ignác Darányi               | 8 april 1906 – 17 januari 1910      |  | Nationale Grondwetpartij        |
| Minister van Handel                                         | Ferenc Kossuth              | 8 april 1906 – 17 januari 1910      |  | Onafhankelijkheidspartij        |
| Minister van Kroatisch-Slavoons-Dalmatische Aangelegenheden | Sándor Wekerle (waarnemend) | 8 april 1906 – 23 april 1906        |  | Nationale Grondwetpartij        |
| Minister van Kroatisch-Slavoons-Dalmatische Aangelegenheden | Gejza Josipović             | 23 april 1906 – 17 januari 1910     |  | Kroatische Unionistische Partij |